# Szkoła Podstawowa im. bł. ks. Jana Balickiego w Polnej
Szkoła Podstawowa imienia błogosławionego księdza Jana Balickiego w Polnej – szkoła o charakterze podstawowym w Polnej (gmina Grybów, pow. nowosądecki) w Małopolsce.

## Historia

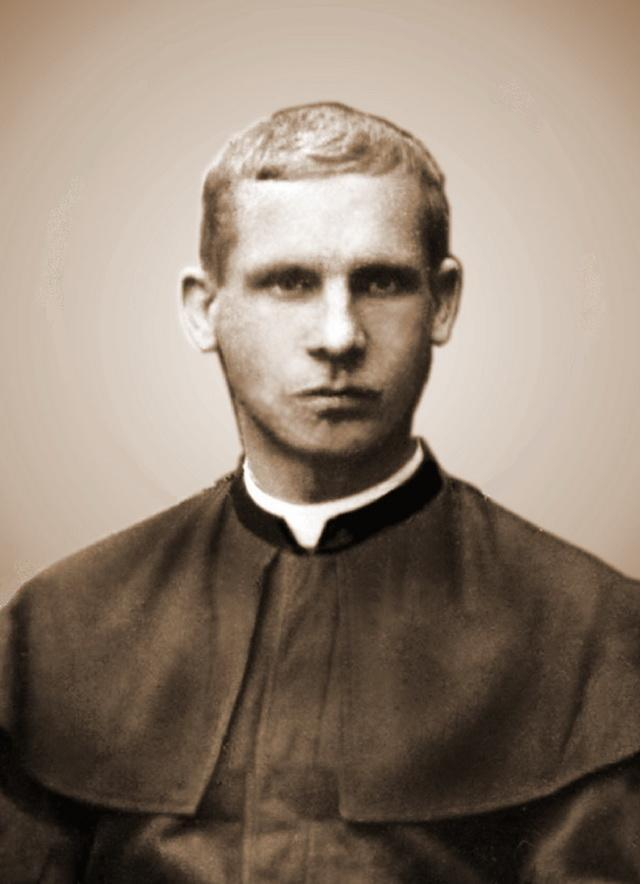
Bł. ks. Jan Balicki – patron szkoły

W latach 1513–1539 istniała w Polnej szkoła parafialna. Istnienie parafialnej szkoły potwierdza również wizytacja kanoniczna kardynała Jerzego Radziwiłła z roku 1596. Kierownikiem szkoły był wówczas Wojciech z Brzostka. W XVII wieku brak jest informacji o istnieniu szkoły. Choć wśród studentów Uniwersytetu Jagiellońskiego w Krakowie znajdują się nazwiska – Gładysz (prawdopodobnie chodzi o synów właścicieli Polnej).
Kronika szkolna zaginęła w czasie II wojny światowej. Przed rokiem 1889 uczniowie uczyli się tylko w miesiącach zimowych na tzw. organistówce. Nauczycielem ich był Pyzik (miejscowy organista). Następnie Wojciech Pierzchała został pierwszym nauczycielem zawodowym (przybył do Polnej około 1889 roku i pełnił funkcję kierownika szkoły do 1931 roku). Na początku nauczał sam w budynku organistówki. Do szkoły uczęszczali uczniowie z miejscowości: Polna i Wyskitna oraz Berdechów (przysiółka).
W roku 1892 z inicjatywy ówczesnego wikariusza parafii – bł. ks. Jana Balickiego, który prowadził dzieło odnowy życia parafii, przyczynił się do zamknięcia karczmy stojącej naprzeciwko kościoła parafialnego i urządzono w niej szkołę (drugą salę lekcyjną). Wtenczas Rada Szkolna Powiatowa z Grybowa przydzieliła do pracy nauczycielkę Helenę Zarucką. W 1899 roku Rada Szkolna Krajowa we Lwowie podjęła uchwałę o budowie szkoły w Polnej. Zapis znajduje się w aktach CK Rady Szkolnej Krajowej z dnia 8 października 1898 roku L15258 parcela gruntowa LK 919 o obszarze 804 sążni (to jedyny dokument związany z budową szkoły). 1901 oddano do użytku nowy budynek. Szkoła składała się z dwóch sal, mieszkania kierownika (dwa pokoje i kuchnia oraz mieszkania dla jednego nauczyciela). Od szkolnego roku – 1906/1907 nauka odbywała się w czterech stopniach (stopień trzeci i czwarty był dwuletni).
W czasie wybuchu II wojny światowej przerwano naukę na okres 5 miesięcy. Później było prowadzone tajne nauczanie przez tutejszych nauczycieli. Jeden z nauczycieli Jan Marynowski został powołany jako oficer do Polskiego Wojska. Zginął zamordowany w Katyniu. Szkołę w Polnej kilkakrotnie zajmowało wojsko niemieckie, które ją zdewastowało. Naukę kontynuowano we wrześniu 1945 r.
W 1964 r. zaczęto gromadzić materiał na budowę nowej szkoły, a rok później (1965) dnia 22 sierpnia został wmurowany kamień węgielny pod budowę szkoły oraz akt erekcyjny. 23 października 1966 roku odbyła się uroczystość otwarcia szkoły im. Władysława Broniewskiego w Polnej.
W 1999 roku na mocy reformy oświaty zorganizowano 6-letnią szkołę podstawową, a 2017 roku na mocy reformy oświaty przywrócono 8-letnią szkołę podstawową. Szkoła obejmuje obecnie 8 oddziałów klasowych oraz oddziały przedszkolne od 3 lat.
24 października 2003 roku szkoła w Polnej otrzymała imię bł. ks. Jana Balickiego, a 8 października 2008 r. otrzymała sztandar. Święto Patrona szkoły obchodzi się każdego roku 24 października we wspomnienie (liturgiczne) bł. Jana Balickiego, kapłana.
27 kwietnia 2020 r. rozpoczęto rozbudowę szkoły (wybudowano m.in. halą sportową i sale lekcyjne). Dnia 21 października 2021 r. została uroczyście otwarta nowa część dobudowanej szkoły. Poświęcił ją ówczesny dziekan dekanatu grybowskiego ks. prał. Bolesław Bukowiec.

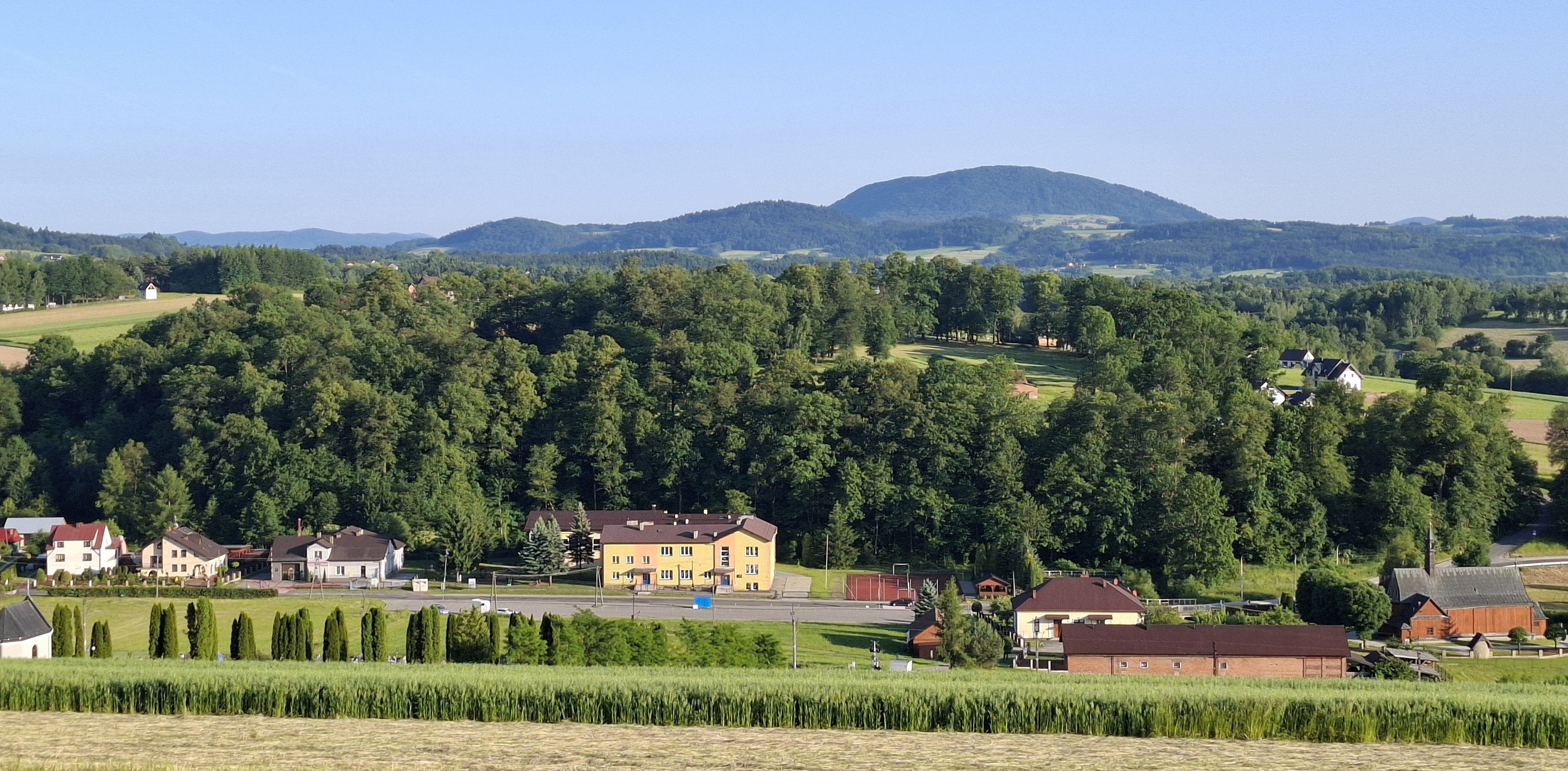
Centrum Polnej (m.in. szkoła)

## Dyrektorzy (kierownicy) szkoły w Polnej[2]
- Wojciech Pierzchała – ok. 1889–1931
- Jan Zarański – 1931–1943
- Jadwiga Zarańska – 1943–1945
- Stanisław Strześniewicz – 1945 styczeń – wrzesień
- Łasiński Władysław – 1945 październik
- Bolesław Twardy – ok. 1964–1973
- mgr Franciszek Rzemiński – 1973–1991
- mgr Roman Święs – 1991–2004
- mgr Dorota Wiatr – 2004 – obecnie